# الحياة السياسية في ويلز

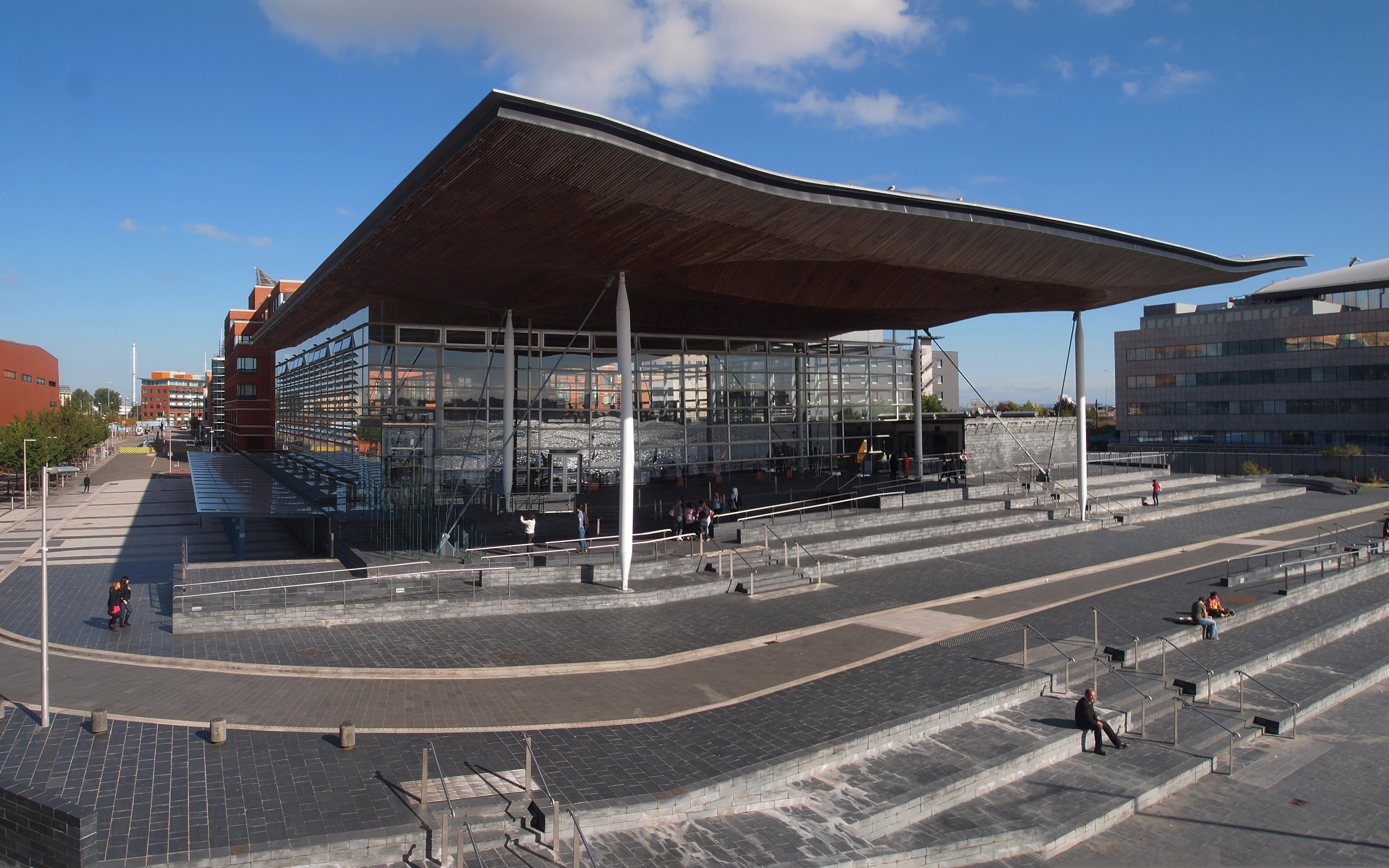
البرلمان الويلزي

تشكل الحياة السياسية في ويلز كيانًا سياسيًا مميزًا ضمن سياسة المملكة المتحدة الأوسع نطاقًا، نظرًا إلى أن ويلز واحدة من الدول الأربعة المكونة للمملكة المتحدة.
من الناحية الدستورية، فإن المملكة المتحدة هي بحكم القانون دولة موحدة ذات برلمان واحد وحكومة ذات سيادة. ولكن، وبموجب نظام نقل السلطة (أو الحكم الداخلي) الذي اعتُمد في أواخر تسعينيات القرن العشرين، فقد صوتت ثلاث دول من الدول الأربع المكونة للمملكة المتحدة: ويلز واسكتلندا وأيرلندا الشمالية لصالح الحكم الذاتي المحدود، فهي خاضعة لبرلمان المملكة المتحدة في وستمنستر، الذي يستطيع –شكليًا– عندما يشاء، أن يعمل على تعديل أو تغيير أو توسيع أو إلغاء هذه الأنظمة الحكومية الوطنية. على هذا النحو، فإن جمعية ويلز الوطنية لا تملك سيادة فعلية بحكم القانون.
السلطة التنفيذية في المملكة المتحدة منوطة بمجلس الملكة، في حين أن السلطة التشريعية منوطة ببرلمان الملكة (التاج وبرلمان المملكة المتحدة في وستمنستر في لندن). أنشأ قانون حكومة ويلز لعام 1998 نظام نقل السلطة في ويلز، وفُوّضت بعض السلطات التنفيذية والتشريعية دستوريًا إلى جمعية ويلز الوطنية. وقد وُسّع نطاق هذه الصلاحيات بموجب قانون حكومة ويلز لعام 2006.

## نظرة عامة
منذ عام 1999، تُحدّد معظم مجالات السياسة الداخلية ضمن ويلز عن طريق الجمعية الوطنية وحكومة ويلز.
من الناحية القضائية، بقيت ويلز تحت السلطة القضائية لإنجلترا وويلز. في عام 2007، اكتسبت الجمعية الوطنية سلطة سن تدابير قضائية خاصة بويلز، وبعد الاستفتاء الشعبي لنقل السلطة في ويلز عام 2011، مُنحت الجمعية الوطنية سلطة إنشاء القوانين.
اعتادت ويلز، مع تشيشاير، الخضوع لسلطة محكمة الجلسة الكبرى، وبالتالي لم تكن ضمن نظام محكمة الدوائر الإنجليزية. ولكنها لم تملك سلطتها القضائية الخاصة منذ سن «قوانين ويلز» في عامي 1535 و1542، فمنذ ذلك الحين استُبدل القانون الويلزي بالقانون الإنجليزي.
قبل عام 1998، لم تكن هناك حكومة منفصلة في ويلز. كانت السلطة التنفيذية تقبع في أيدي حكومة جلالة الملكة، مع وجود سلطة كبيرة ضمن المكتب الويلزي منذ عام 1965. كانت السلطة التشريعية تقبع في برلمان المملكة المتحدة. أما السلطة القضائية فكانت دائمًا ضمن محاكم إنجلترا وويلز، والمحكمة العليا في المملكة المتحدة (أو سلفها «لوردات القانون»).

## ظهور السياسة الويلزية
بعد صدور قوانين ويلز في عامي 1535 و1542، عوملت ويلز من الناحية القانونية كجزء من إنجلترا. ينص قانون ويلز وبيرويك لعام 1746 على أن جميع القوانين المطبقة على إنجلترا تنطبق أيضًا على ويلز، ما لم ينص القانون صراحةً خلاف ذلك. ولكن، خلال الجزء الأخير من القرن التاسع عشر وأوائل القرن العشرين، اكتسبت فكرة وجود نظام ويلزي خاص قبولًا عامًا. في عام 1881، أُقرّ قانون «إغلاقات يوم الأحد» الويلزي، وهو أول قانون من هذا القبيل يتعلق حصريًا بويلز. أُنشئ مجلس ويلز المركزي في عام 1896 لتفقد المدارس النحوية المنشأة بموجب القانون الويلزي للتعليم المتوسط في عام 1889، وتكونت إدارة ويلزية منفصلة تابعة لمجلس التعليم في عام 1907. أُنشئ مجلس ويلز الزراعي في عام 1912، وأصبح لوزارة الزراعة والثروة السمكية المكتب الويلزي الخاص بها منذ عام 1919.